# 佐保祐樹
佐保 祐樹（さほ ゆうき、1989年〈平成元年〉12月23日 - ）は、宝映テレビプロダクションに所属していた元子役。『虹色定期便』（2000年度）にレギュラー出演していたことで知られる。

## 出演

### テレビドラマ
- 虹色定期便 - (2000年4月-2001年3月) - 佐久間恭平 役
- 北条時宗第48・49話(2001年12月2日、9日) - 幸寿丸 役
- どうぞ安らかに2 (2002年9月10日) - 内田忠 役
- 松本清張没後10年企画・疑惑（2003年3月22日）
- 爆竜戦隊アバレンジャー 第17話 (2003年6月8日) - ミズホ 役
- はぐれ刑事純情派 第16シリーズ・最終話 (2003年9月17日) - 里見佑介 役
- 相棒 (2004年)
- 神父・草場一平の推理(2004年、2005年)

### 映画
- ホ・ギ・ラ・ラ - (2001年)
- 星砂の島、私の島 アイランド・ドリーミン - (2003年)
- ベースボールキッズ - (2003年) - 藤井裕樹 役